# Orthostichopsis tijucae
Orthostichopsis tijucae är en bladmossart som beskrevs av Brotherus 1906. Orthostichopsis tijucae ingår i släktet Orthostichopsis och familjen Pterobryaceae. Inga underarter finns listade i Catalogue of Life.